# Olympia, Helsingborg

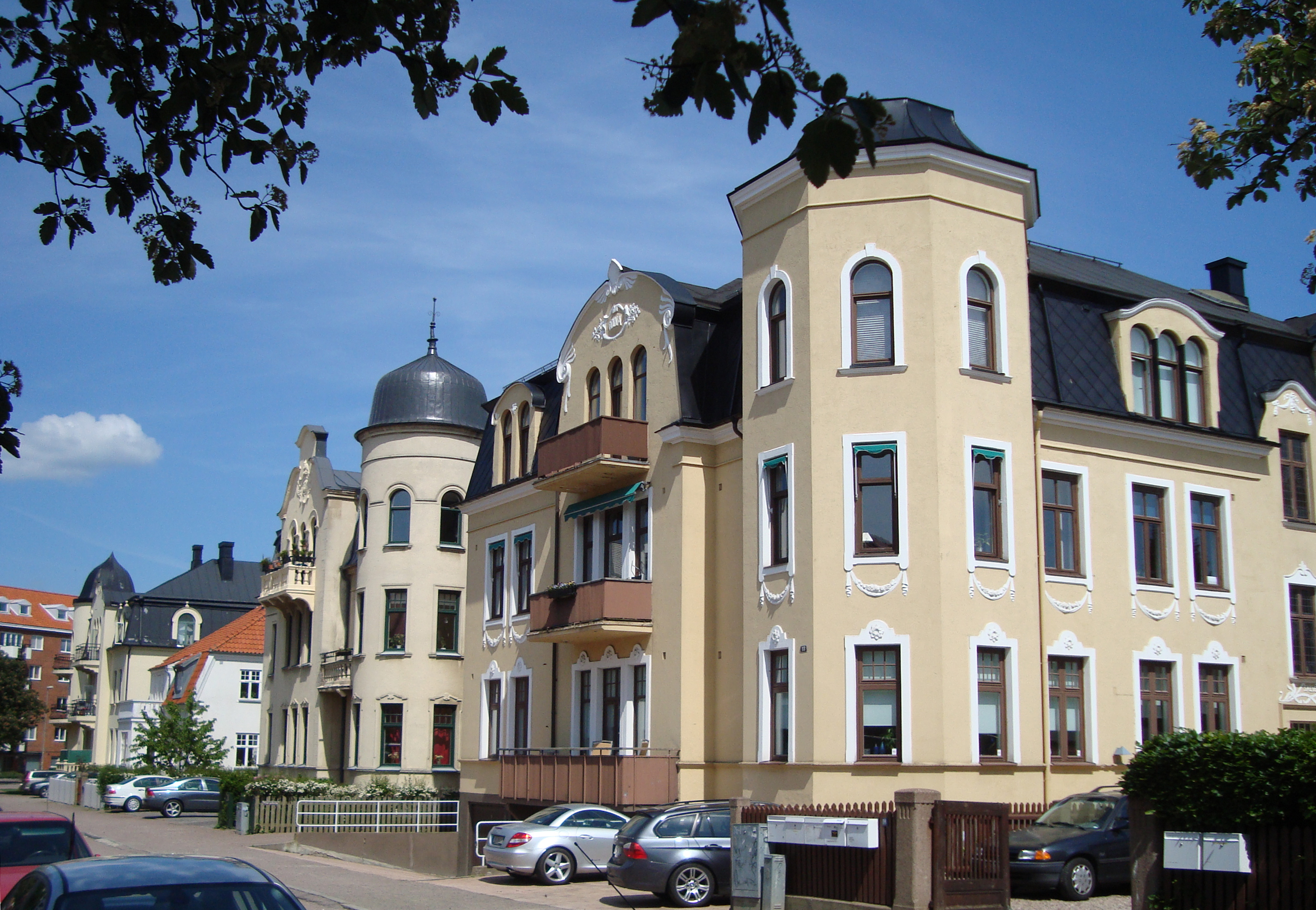
Flerbostadsvillor vid Östra Vallgatan.

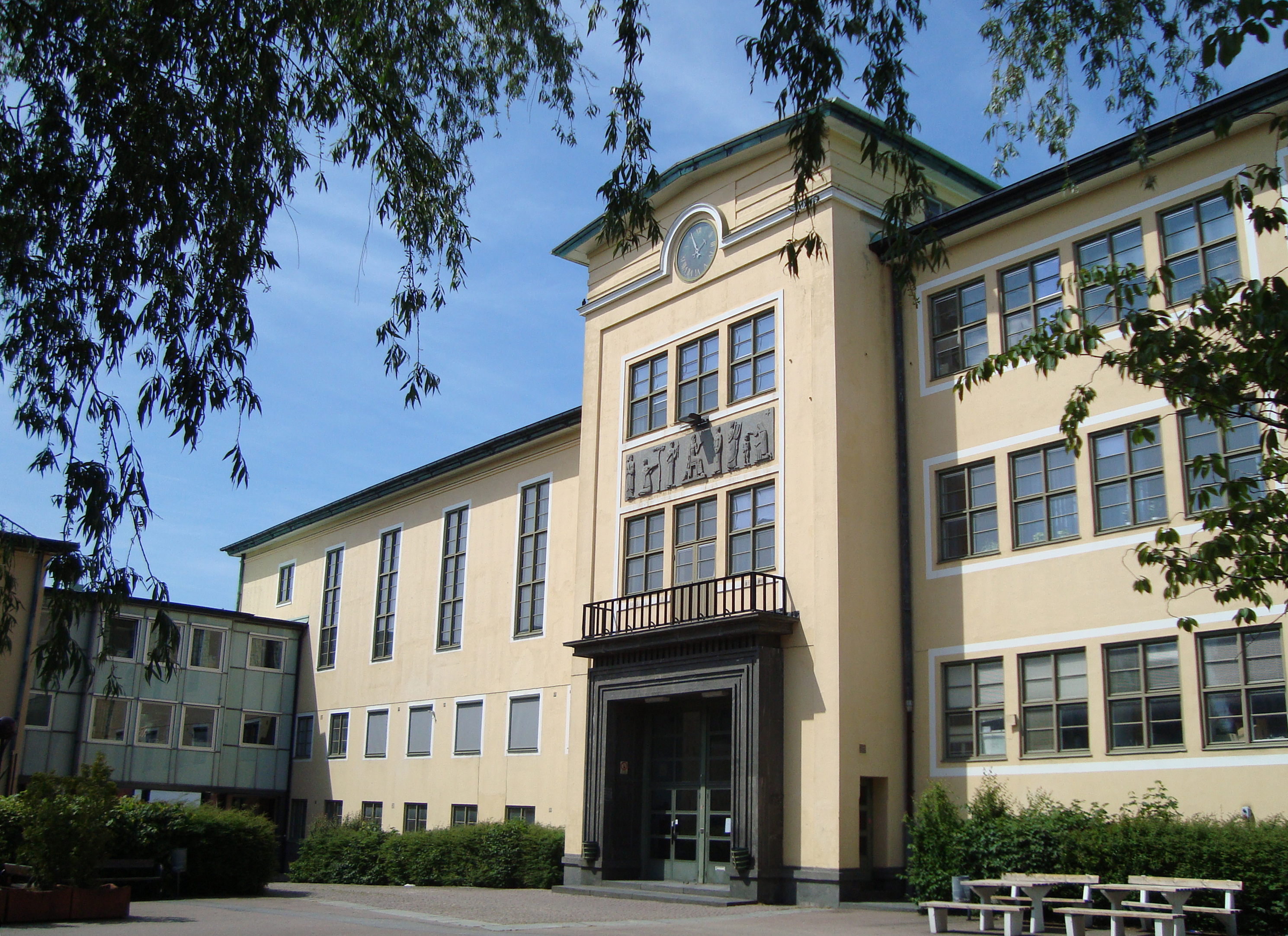
Olympiaskolan.

Olympia är en stadsdel i Helsingborg som ligger runt idrottsparken Olympia, som också givit stadsdelen dess namn. Den förknippas mest med den enhetliga jugendbebyggelsen i de så kallade "Fågelkvarteren", som fått sin benämning av att alla kvarteren bär fågelnamn. Den 31 december 2020 hade statistikområdet Olympia 2 125 invånare.

## Stadsbild
Stadsdelen Olympia har en väldigt heterogen bebyggelse och bär flera olika karaktärer. Bostadsområdet kring Fågelkvarteren, med sina stadsvillor i jugend, och de olika institutionsområdena är de delar som mest förknippas med stadsdelen. Helsingborgs stads statistikområde för Olympia sträcker sig dock över ett större område och inkluderar även flerbostadsbebyggelsen i kvarteret Sköldenborg och hela Fredriksdals friluftsmuseum. Gatustrukturen präglas på flera ställen av stadens historia, främst genom S:t Peders gata, Östra Vallgatan och Södra Vallgatan, vilka formats av vallgraven runt stadens befästningsverk från 1600-talet. Hebsackersgatan i stadsdelens norra del följer parallellt med Långvinkelsgatan, stadens gamla tillfartsled.

### Arkitektur
Områdets starkast sammanhållna karaktär utgörs av Fågelkvarteren. I de fem kvarteren Gladan, Staren, Lärkan, Vipan och Ärlan dominerar stora, uttrycksfulla flerbostadsvillor, så kallade stadsvillor, i jugendstil med putsade fasader, organiska och kubiska byggnadskroppar, prydda med växtornamentik. Området kring Olympiavägen, som också är något äldre, bryter dock av med en dominans av enfamiljsvillor, ofta utförda i rött tegel. Även bland flerbostadsvillorna ses enstaka enfamiljsvillor, dock är dessa yngre och har liksom de omgivande byggnaderna putsade fasader. Särskilt utmärkande bland flerbostadsvillorna är Villa India, Villa Valhalla och Villa Skansen.
Stadsvillekvarteren omges på tre sidor, i väster, söder och öster, av institutionsbyggnader av olika slag. Bebyggelsen är i dessa delar mer uppdelad och friliggande och ofta omgiven av grönska. Längst i nordväst ligger Slottsvångsskolan i nygotisk stil. Byggnaden är en tidstypisk storskalig skolbyggnad från sekelskiftet 1900 i monumental stilarkitektur. Strax norr om skolan ligger den betydligt mindre Östra skolan, numera Skolmuseum och något söder om Slottsvångsskolan ligger det småskaliga gamla barnsjukhuset, som nu används av Helsingborgs medicinhistoriska museum. År 2000 byggdes tre stadsvillor invid Slottsvångsskolan, kallade Kvarteret Slottet, ritade av Mats White och Henrik Jais-Nielsen. Dessa belönades samma år med Kasper Salin-priset för utmärkt arkitektur. I söder ligger sjukhusområdet kring Helsingborgs lasarett, där Centralblocket i brutalistisk senmodernism dominerar. I samma stil ses Petri vårdgymnasiums lokaler och det förra besökshotellet, belägna mellan gamla barnsjukhuset och Fågerkvarteren. Mellan centralblocket och Fågelkvarteren ligger dock några äldre sjukvårdsbyggnader i klassicistisk stil med fasader av brunt helsingborgstegel.
I sydost finns ett flertal skolbyggnader, där Olympiaskolan är den som stilmässigt mest anknyter till Fågelkvarteren genom putsade fasader. Länge i söder ligger Nicolaiskolan och Tycho Braheskolan, som båda är utförda i gult tegel och senmodernistisk stil. Norr om Olympiaskolan ligger idrottsplatsen Olympia och kring denna ett flertal byggnader för sportaktiviteter, främst Idrottens hus, som är Helsingborgs största inomhusarena.

### Grönområden
Bebyggelsen i Olympia omges av grönska på flera sätt. Strax väster om stadsdelen ligger parken Slottshagen, som omger det medeltida befästningstornet Kärnan, och som måste ses som den mest lättillgängliga större parken i området. För sport och rekreation finns det stora Olympiafältet kring fotbollsarenan med löparslingor och fotbollsplaner. I statistikområdet ingår även Fredriksdals friluftsmuseum, som upptar ett stort område längst i öster, men som dock kräver inträde för att utnyttja. Kring skolbyggnaderna i sydost finns två mindre grönområden i form av Blosterängen och Skolängen. Dessa utgör en fortsättning på det långa Viskängstråket, som leder från Olympiafältet och Fredriksdal till Folkets park i söder.

## Historia
Fram till 1800-talets slut bestod området nästan uteslutande av ängs- och åkermark. Under den tidiga medeltiden låg dock Helsingborgs äldsta stadsbebyggelse väster om området, på landborgen i anknytning till slottet. Öster om denna bebyggelse, inom den nuvarande stadsdelen Olympia, låg Sankt Petri kyrka, vars sandstenskyrka troligen härstammade från 1100-talet. Den hade möjligen en föregångare i trä från 1000-talet. Efter reformationen revs kyrkorna på landborgen, då stadsbebyggelsen successivt hade flyttats ner till strandterrassen nedanför landborgen, däribland Sankt Petri kyrka. Under perioden 1654–57 anlades en stor befästningsvall av den danske kungen Fredrik III runt staden som till stor del var belägen på området. Byggnationerna var inte helt färdiga när Helsingborg blev svenskt 1658. Efter det förödande skånska kriget (1675–79) beslutade den svenske kungen Karl XI att alla befästningar kring staden skulle rivas för att förhindra att danskarna skulle kunna utnyttja dem som en förskansning vid en framtida landsättning. I samband med rivningen donerades marken som befästningen stått på till staden att användas som löningsjord av magistraten. På kartor från 1780-talet benämns området innanför de gamla befästningarna "Tornvången", medan området utanför benämns "Slottsvången". Den enda bebyggelse vid 1860-talet var det av magister A. J. Simonsson uppförda landeriet Hildesdahl. På 1880-talet ägdes landeriet och området utanför de gamla vallgravarna av köpmannen Johan Henckel.

### Institutionsstråket vid Bergaliden
Vid mitten av 1800-talet började en stor del av Helsingborgs borgarskap att söka sig ut utanför den tätbebyggda staden. Främst var det landerier som uppfördes i stadens utkanter, men ute i Europa, bland annat i Danmark, hade boende i villor blivit allt populärare. Därför beslöt stadsfullmäktige att 1866 stycka av delar av magistratens löningsjordar på Lilla Möllevången, Tornvången och Slottsvången som villatomter. Dock hade seden med villor inte slagit igenom riktigt i Sverige och endast ett fåtal av tomterna såldes, då främst på Lilla Möllevången, nu Slottshöjden. Fullmäktige beslutade därför att upplåta tomterna 15–17 och 26–34 öster om Bergaliden till offentliga byggnader och institutioner. Institutionsstråk av denna typ var vid denna tid vanliga i Europa. Redan tidigare hade Östra skolan och Elementarläroverket byggts på var sida och i olika ändar av Bergaliden. År 1878 uppläts de första tomterna, nummer 31–34 till Fattigvårdsstyrelsen, vars Fattigvårds- och arbetsinrättning stod klar 1889, och samma år tomterna 29–30 till Länslasarettet, som redan året därefter hade färdigställt en första byggnad. Lasarettet fick dock redan 1885 utökas ytterligare på grund av den ökande befolkningen, varpå även tomt 28 togs i anspråk.
Tomt 31, samt norra delarna av tomterna 26 och 27, uppläts 1885 till Vattenverket, som här uppförde en lågsreservoar, ett maskinhus och ett vattentorn. År 1887 upptogs en mindre del av tomt 26 till ett barnsjukhus och 1889 uppläts delar av tomterna 26 och 27 till Föreningen för bistånd åt vanföra, som här lät uppföra en Vanföreanstalt. De sista tomterna, 15–17, togs 1890 i anspråk till en ny folkskolebyggnad, nu Slottsvångsskolan.

### Fågelkvarteren

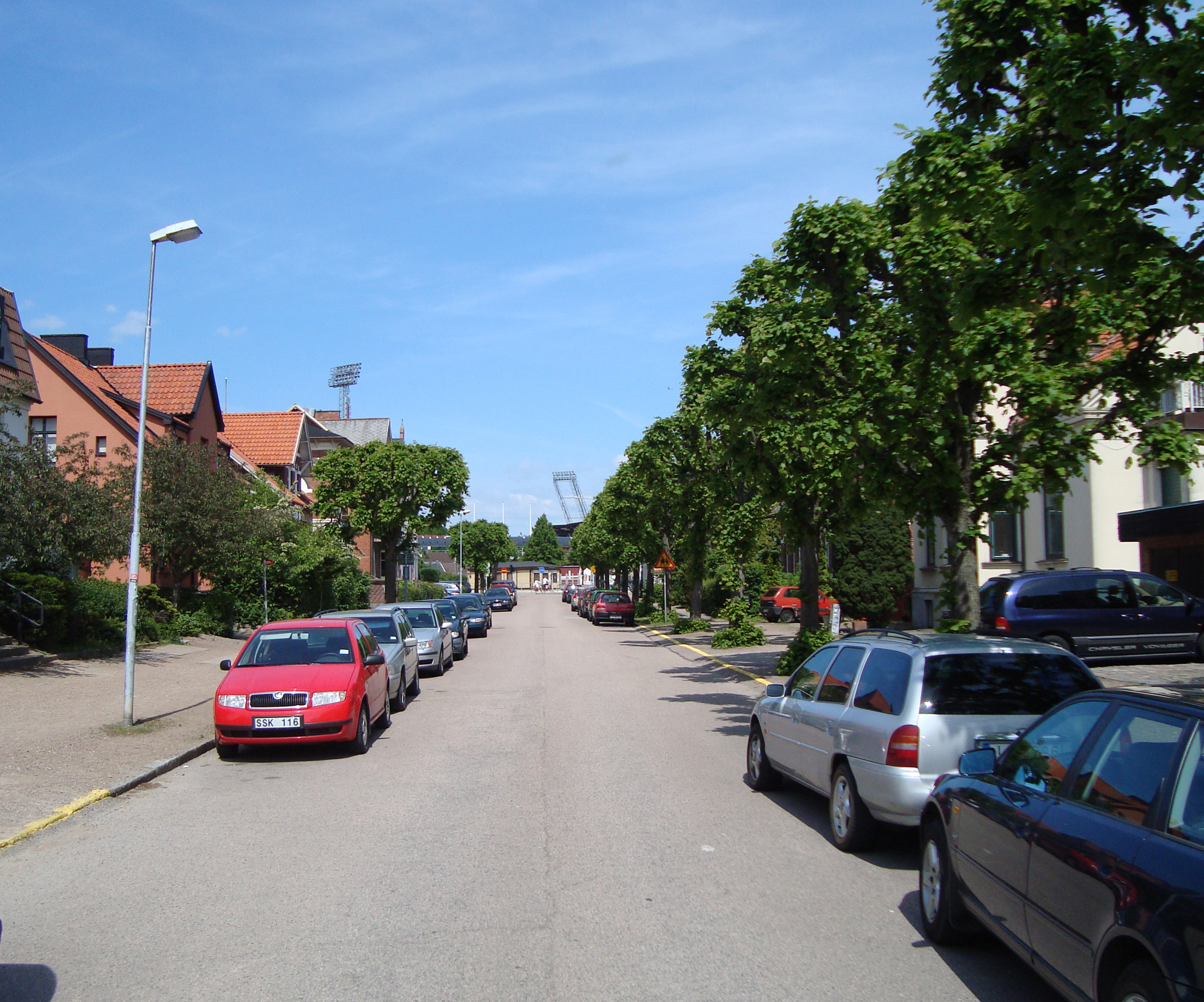
Olympiavägen.

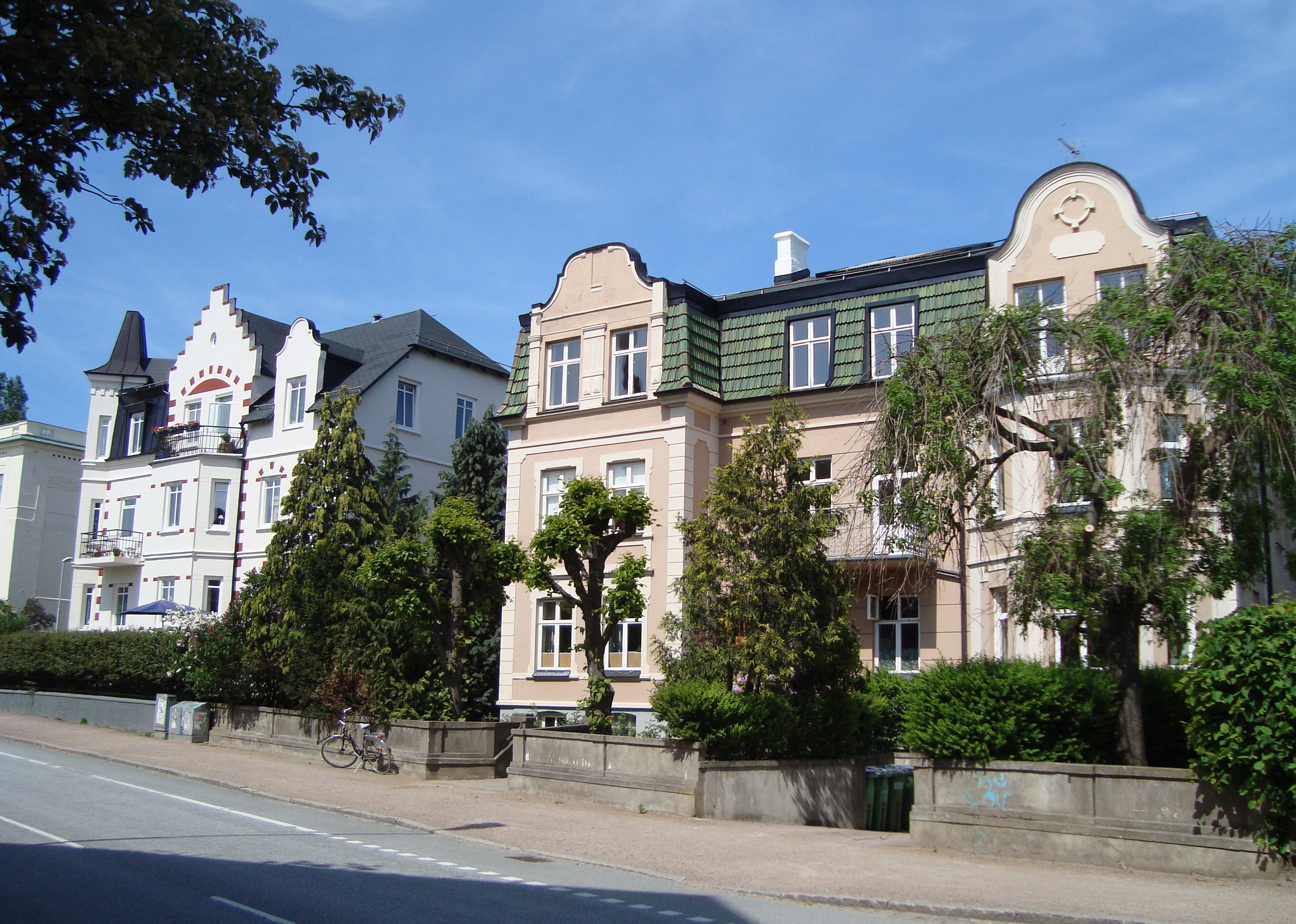
Flerbostadsvillor vid Södra Vallgatan.

Vid 1890-talet ägdes landeriet Hildesdahl och farmerna 126 och 127, belägna strax utanför de gamla uttorkade vallgravarna, av Laura Henckel, änkan efter Johan Henckel. Hon beslutade 1891 att stycka av delar av farmerna till villabebyggelse och lät uppföra en väg, numera benämnd Olympiavägen, som en förlängning på en väg mellan landeriet och lasarettet. På ömse sidor om den alléförsedda vägen uppfördes ett antal villor av varierande karaktär. Då köparna kom från varierande samhällsskikt blandades större patriciervillor med mindre bostadshus innehållande lägenheter. För resten av farmen lät Henckel ta fram en övergripande plan, som stod klar 1897. Denna bestod av fem kvarter benämnda Gladan, Lärkan, Staren, Vipan och Ärlan, vars fördelning skilde sig från vad som var brukligt vid denna tid. Man hade frångått rutnätsmönstret till förmån för ett gatunät anpassat till den gamla vallgraven och äldre farmgränser och som tydligt bär intryck av Camillo Sittes idéer.
Försäljningen av de nya tomterna startade 1902 och då området låg utanför stadens planeringsområden kom flera tomter att högexploateras av byggherrarna för att avkastningen skulle bli så stor som möjligt. Till största delen uppfördes stadsvillor i tre plan som fyllde tomtmarken i så hög grad som möjligt; endast ett fåtal meter lämnades kvar till tomtgränsen. År 1904 genomförde Helsingborgs stad en stadsplanetävling som omfattade stadsdelen och rykten om att staden skulle reglera planläggningen av området 1906 fick flera byggherrar att skynda på sina projekt. Bebyggelsen i denna del uppfördes mellan 1903 och 1909, till största delen utförd i jugend. Trots det oreglerade och något anarkistiska planförloppet blev området ett av Sveriges mest enhetliga och övertygande jugendområden.
På 1960- och 70-talen hotades bebyggelsen i Fågelkvarteren av flera utbyggnadsplaner. Lasarettet behövde mer plats och det fanns planer på att bygga ut Filbornavägen till en större tillfartsled som i så fall skulle dras rakt genom området. Dessutom fanns planer på en ny centralstation i området i samband med planer på en tunnel under Öresund till Helsingör. Under denna tid tilläts villorna i området att förfalla då man ansåg att rivningar var oundvikliga. Dock kom inga av projekten att förverkligas och lasarettets platsbehov tillgodosågs genom uppförandet av det nya centralblocket, ritat av Sten Samuelson och Hugo van Lunteren. Då rivningshotet undanvärjts genomfördes på 1980-talet flera renoveringar, med dock revs en av villorna, Villa Östanlid, och ersattes av ett större flerfamiljshus som i sitt utseende påtagligt avviker från den övriga bebyggelsen. Flera av de små grönskande förgårdarna till villorna har i takt med ökad bilism ersatts med parkeringsplatser, vilket gjort gatubilden något mer kal.

### Kvarteret Sköldenborg
Norr om Fågelkvarteren ligger kvarteret Sköldenborg, som är en sammanslagning av sex äldre kvarter från tidigt 1900-tal. Området växte upp i anknytning till bebyggelsen längs Långvinkelsgatan och bestod av både bostadsbebyggelse som industrier. I stadsplanen från 1909 delades området upp i kvarteren Kråkan, Måsen, Göken, Orren, Duvan och Sparven. År 1901 uppfördes en mindre fabriksbyggnad för Svenska Band & Snörmakerifabriks AB ritad av arkitekt Ola Andersson i hörnet S:t Peders gata-Hebsackersgatan. Fabriken utökades i etapper i takt med att företaget expanderade, först 1907–08 och sedan 1915. På 1930-talet köptes aktiemajoriteten upp av Carl Emond från Landskrona, som flyttade verksamheten dit. Istället togs fabrikslokalerna 1940 över av Stiftelsen för bistånd åt vanföra i Skåne och drevs under namnet Sköldenborgsinstitutet. Redan 1925 hade byggnaden Österhemmet uppförts som var knuten till Vanföreanstalten. Alla byggnaderna tillhörande Sköldenborgsinstitutet revs 1983 och ersattes av nya bostadshus, färdigställda 1984. I samband med detta slogs de tidigare kvarteren ihop till ett, benämnt Sköldenborg, och flera gator kortades. Bergeströmsgatan delades mitt itu och dess östra del bytte namn till Sköldenborgsgatan.

### Institutionsstråket vid Stenbocksgatan
År 1898 invigdes idrottsplatsen Olympia nordost om den första bebyggelsen i Fågelkvarteren. Olympia kom så småningom att ge den nya stadsdelen sitt namn, dock inte förrän runt 1907. Fram till dess benämndes området "Farm 126". Från början hade Olympia både en "Velocipedbana" och "Skridskobassin" men så småningom var det fotbollen som blev den stora publikmagneten, särskilt efter att Helsingborgs IF bildats 1907. Idrottsplatsen kom så småningom att skiljas från Fågelkvarteren genom den nord-sydliga Stenbocksgatan, som anlades som en ny större gatan i stadens framväxande östliga delar. Runt denna gata började till viss mån ännu ett institutionsstråk växa fram. Expansionen av lasarettet ledde till utbyggnader i form av Kirurgiska kliniken 1925 och Banckska barnsjukhuset 1944. Söder om idrottsplatsen Olympia anlades 1932 Flickläroverket, numera Olympiaskolan. Fler utbildningsinstitutioner kom till genom Kommunala läroverket 1947, senare Clemensskolan, numera Nicolaiskolan, och längre in från gatan Tekniska läroverket 1950, nu Tycho Braheskolan. Norr om Olympia anlades fler idrottsanläggningar i form av Idrottens hus 1957 och senare Olympiarinken för ishockey och Olympiahallen för tennis och badminton.

## Befolkningsutveckling
| Befolkningsutvecklingen i Olympia 2000–2020 | Befolkningsutvecklingen i Olympia 2000–2020 | Befolkningsutvecklingen i Olympia 2000–2020 | Befolkningsutvecklingen i Olympia 2000–2020 | Befolkningsutvecklingen i Olympia 2000–2020 |
| ------------------------------------------- | ------------------------------------------- | ------------------------------------------- | ------------------------------------------- | ------------------------------------------- |
|                                             |                                             |                                             |                                             |                                             |
| År                                          |                                             |                                             | Folkmängd                                   |                                             |
| 2000                                        | 2000                                        |                                             | 1 742                                       |                                             |
| 2001                                        | 2001                                        |                                             | 1 806                                       |                                             |
| 2002                                        | 2002                                        |                                             | 1 816                                       |                                             |
| 2003                                        | 2003                                        |                                             | 1 820                                       |                                             |
| 2004                                        | 2004                                        |                                             | 1 792                                       |                                             |
| 2005                                        | 2005                                        |                                             | 1 843                                       |                                             |
| 2006                                        | 2006                                        |                                             | 1 847                                       |                                             |
| 2007                                        | 2007                                        |                                             | 1 785                                       |                                             |
| 2008                                        | 2008                                        |                                             | 1 755                                       |                                             |
| 2009                                        | 2009                                        |                                             | 1 793                                       |                                             |
| 2010                                        | 2010                                        |                                             | 1 840                                       |                                             |
| 2011                                        | 2011                                        |                                             | 1 833                                       |                                             |
| 2012                                        | 2012                                        |                                             | 1 870                                       |                                             |
| 2013                                        | 2013                                        |                                             | 1 824                                       |                                             |
| 2014                                        | 2014                                        |                                             | 1 920                                       |                                             |
| 2015                                        | 2015                                        |                                             | 1 935                                       |                                             |
| 2016                                        | 2016                                        |                                             | 2 002                                       |                                             |
| 2017                                        | 2017                                        |                                             | 1 973                                       |                                             |
| 2018                                        | 2018                                        |                                             | 2 099                                       |                                             |
| 2019                                        | 2019                                        |                                             | 2 109                                       |                                             |
| 2020                                        | 2020                                        |                                             | 2 125                                       |                                             |

## Demografi

### Befolkningssammansättning
Statistikområdet Olympia hade 2 125 invånare den 1 januari 2020, vilket utgjorde knappt 1,9 % av befolkningen i hela Helsingborgs tätort (här alla statistikområden i Helsingborgs kommuns innerområde, motsvarande Helsingborgs tätort inklusive vissa närliggande småorter). Medelåldern var vid samma tid 42,3 år, vilket är något högre än medelåldern för resterande Helsingborg. Den största åldersgruppen inom statistikområdet var 20 till 29 år. Nästan 22 % av befolkningen var i denna åldersgrupp och Olympia är den stadsdel i staden som har näst högst andel invånare i 20-årsåldern efter Eneborg. En underrepresenterad åldersgrupp är yngre barn (0 till 9 år) med 6,6 % av befolkningen jämfört med 11,5 % för resten av staden.
Andelen personer med utländsk bakgrund, alltså personer som antingen är födda utanför Sverige eller har föräldrar som båda är födda utanför Sverige, var inom statistikområdet 28,2 %, vilket är något under nivån för övriga Helsingborg med en andel på 30,3 %. Av de invånare som är födda utanför Sverige har Olympia en något högre andel personer födda i Norden samt utanför Europa än genomsnittet för staden.
| Åldersfördelning (2020) |        |  |  |  |
| Åldersgrupp             | Andel  |  |  |  |
| 0–9                     | 6,6 %  |  |  |  |
| 0–9                     | 11,5 % |  |  |  |
| 10–19                   | 7,9 %  |  |  |  |
| 10–19                   | 10,7 % |  |  |  |
| 20–29                   | 21,6 % |  |  |  |
| 20–29                   | 14,7 % |  |  |  |
| 30–39                   | 15,9 % |  |  |  |
| 30–39                   | 14,1 % |  |  |  |
| 40–49                   | 11,1 % |  |  |  |
| 40–49                   | 12,1 % |  |  |  |
| 50–59                   | 13,3 % |  |  |  |
| 50–59                   | 12,5 % |  |  |  |
| 60–69                   | 9,0 %  |  |  |  |
| 60–69                   | 10,3 % |  |  |  |
| 70–79                   | 8,1 %  |  |  |  |
| 70–79                   | 8,8 %  |  |  |  |
| 80–                     | 6,5 %  |  |  |  |
| 80–                     | 5,1 %  |  |  |  |
|                         |        |  |  |  |
|                         |        |  |  |  |
| Medelålder              | 42,3   |  |  |  |
| Medelålder              | 40,7   |  |  |  |

| Utländsk bakgrund (2020)                |        |  |  |  |
|                                         |        |  |  |  |
| Andel                                   | 28,2 % |  |  |  |
| Andel                                   | 30,3 % |  |  |  |
| Födelseland (för födda utanför Sverige) |        |  |  |  |
| Region                                  | Andel  |  |  |  |
| Övriga Norden                           | 10,0 % |  |  |  |
| Övriga Norden                           | 7,3 %  |  |  |  |
| Övriga Europa                           | 32,1 % |  |  |  |
| Övriga Europa                           | 37,8 % |  |  |  |
| Övriga Världen                          | 57,9 % |  |  |  |
| Övriga Världen                          | 54,8 % |  |  |  |

### Utbildning och inkomst
Befolkningen på Olympia hade den 31 december 2020 en generellt sett något högre utbildningsnivå än Helsingborg som helhet. Andelen invånare mellan 20 och 64 år med endast förgymnasial utbildning var strax under genomsnittet för staden och andelen med eftergymnasial utbildning något högre än genomsnittet. Medelinkomsten för statistikområdet uppgick 2020 till 398 400 kronor jämfört med 402 800 kronor för Helsingborg som helhet. Kvinnornas medelinkomst uppgick till 85 % av männens, vilket ändå är mindre skillnad än för hela Helsingborgs tätort där andelen uppgick till knappt 80 %.
| Utbildningsnivå (2020) |        |  |  |  |
| Utbildning             | Andel  |  |  |  |
| Förgymnasial           | 11,0 % |  |  |  |
| Förgymnasial           | 13,2 % |  |  |  |
| Gymnasial (≤2 år)      | 13,2 % |  |  |  |
| Gymnasial (≤2 år)      | 16,8 % |  |  |  |
| Gymnasial (3 år)       | 26,0 % |  |  |  |
| Gymnasial (3 år)       | 25,8 % |  |  |  |
| Eftergymn. (<3 år)     | 18,6 % |  |  |  |
| Eftergymn. (<3 år)     | 16,8 % |  |  |  |
| Eftergymn. (≥3 år)     | 27,6 % |  |  |  |
| Eftergymn. (≥3 år)     | 24,4 % |  |  |  |
| Ingen uppgift          | 3,6 %  |  |  |  |
| Ingen uppgift          | 3,0 %  |  |  |  |

| Förvärvsinkomst (2020) |         |  |  |  |
| Kön                    | Inkomst |  |  |  |
| Kvinnor                | 365,0   |  |  |  |
| Kvinnor                | 356,9   |  |  |  |
| Män                    | 430,0   |  |  |  |
| Män                    | 446,6   |  |  |  |
| Samtliga               | 398,4   |  |  |  |
| Samtliga               | 402,8   |  |  |  |

### Sysselsättning och hälsa
Arbetslösheten för personer mellan 20 och 64 år uppgick år 2020 till totalt 11,0 %, vilket var ungefär i linje med genomsnittet för Helsingborg. Arbetslösheten för kvinnor var lägre än den för män. Den öppna arbetslösheten uppgick 2020 till 5.8 %. Andelen förvärvsarbetande uppgick till totalt 69,5 %. Av de med arbete i stadsdelen pendlade 853 personer till arbeten utanför stadsdelen år 2020, medan 4 673 pendlade in från utanför Olympia till arbeten i stadsdelen.
Det genomsnittliga antalet utbetalda dagar med sjukpenning, arbetsskadesjukpenning, rehabiliteringspenning, sjukersättning och aktivitetsersättning från socialförsäkringen för stadsdelen uppgick år 2020 till 20 dagar, vilket var något lägre än de 23 dagar som gällde för Helsingborg som helhet. Ohälsotalet var någorlunda likvärdigt mellan kvinnor och för män.
| Arbetslöshet (2020) |        |  |  |  |
| Kön                 | Andel  |  |  |  |
| Kvinnor             | 8,5 %  |  |  |  |
| Kvinnor             | 9,8 %  |  |  |  |
| Män                 | 13,5 % |  |  |  |
| Män                 | 10,2 % |  |  |  |
| Samtliga            | 11,0 % |  |  |  |
| Samtliga            | 11,1 % |  |  |  |

| Ohälsotal (2020) |       |  |  |  |
| Kön              | Dagar |  |  |  |
| Kvinnor          | 19    |  |  |  |
| Kvinnor          | 27    |  |  |  |
| Män              | 20    |  |  |  |
| Män              | 19    |  |  |  |
| Samtliga         | 20    |  |  |  |
| Samtliga         | 23    |  |  |  |